# Мир у Сатмару
Сатмарски мир склопљен је у Сатмару (данашњи Сату Маре у Румунији) 29. априла 1711. године између хабзбуршког двора, угарских сталежа и побуњених куруца. Њиме је окончан устанак Ференца Ракоција (1703—1711). 

## Увод
На пролеће 1703. године избио је у Угарској широк антихабзбуршки покрет под вођством магната Ференца Ракоција. Сабор у Пожуну (1687) признао је наследна права у Краљевини Угарској династији Хабзбург. Нове мере најјаче су погодиле сељаке чије су обавезе још раније биле повећане, а племство је мислило да је преварено јер им је обећано да ће после истеривања Турака доћи до поседа. Ракоци је настојао искористити ангажовање Хабзбуршке монархије у Рату око шпанског наслеђа (1701—1714). У тренутку избијања устанка, царских снага у Угарској било је око 20.000 док је Ракоци располагао са 100.000 људи. Царски двор је настојао привући Србе на своју страну. Они су у Бечу важили за веома способне војнике. Обустављено је сужавање права српске православне цркве. Истовремено се Србима, односно патријарху Арсенију, обратио и Ракоци. Куруци (како су устаници себе називали) продиру почетком лета 1703. године у области насељене Србима и заузимају Бач и Тител, али су одбијени пред Сегедином. Куруци децембра заузимају Ковин у намери да рат пренесу на десну обалу Дунава. У новом походу из 1704. године куруци заузимају Бачку. Ракоци ипак не одустаје од намере да привуче Србе. Упућује два писма; прво Арсенију, а друго народу. Ова писма нису сасвим била без одјека, јер одреди српских војника учествују у борбама против царских снага пролећа 1705. године. 
Прекретница у рату је 1708. година. Ракоци је те године поражен код Тренчина. Иницијатива рата прешла је на страну Беча. Царске трупе су до 1710. године овладале готово целокупном земљом. Напуштен, Ракоци је 21. фебруара 1711. године напустио земљу. Хрватски бан и главнокомандујући царске војске, Павфи, преговара са заповедником устаничке војске Карољијем о обустави операција. Рат је окончан склапањем посебног уговора о миру у Сатмару 29. априла 1711. године. 

## Мир
Мировни споразум састојао се од 10 тачака:
- Ракоцију је одређен рок од три недеље да се прикључи споразуму и закуне краљу на верност.
- Предвиђена је амнестија, укључујући и повратак њихових конфискованих добара, уколико у року од три недеље положе заклетву на верност и примање домаћих војника у царску службу, односно право да могу да се врате у своју матичну земљу. Сваки војник који је због храбрости постао libertinus (лат. ослобођеник, слободњак), односно ослобођен од кметства, задржава тај статус. Страним војницима у устаничкој војсци биће издате исправе за слободан повратак у своју земљу.
- Његово Величанство прокламује у Угарској и Трансилванији верску слободу за прихваћене религије (односи се на аугзбуршку и хелветску конфесију). Потврђени су приходи свештенства. Помилованим устаницима оставља се слобода да изнесу пред Његово Величанство или Угарски сабор своје жалбе које се тичу вере.
- Добра удовица и сирочади не смеју да се конфискују.
- Присталице покрета у егзилу могу да траже амнестију и после утврђеног датума. Генерал Штајнвил добија пуномоћје да помилује оне Трансилванце који се буду вратили из Молдавије и Влашке. Он се може питати за повратак на претходне функције, а генералмаршал Палфи ће такве захтеве подржати. Јаси, Куни и Хајдуци задржавају своје слободе.
- Сви конфедералисти који се налазе у заробљеништву обухваћени су овим одлукама.
- Штете које су нанесене за време примирја биће надокнађене.
- Ратификација одредаба од стране двора биће свуда свечано објављена.
- Краљ ће потврдити слободе Угарске и Трансилваније, а помиловани се не смеју прогонити ни вређати.
- Идући Угарски сабор би требало да удовољи свим одобреним жалбама. Двор би увек био привржен Угарској, а угарска нација верна свом краљу.